# 映眾多媒體
映眾多媒體有限公司（InnoVISION Multimedia Limited）的前身為香港ASK Technology Limited（亞之杰有限公司），成立於1989年，总部位于香港，早期主要生產ISA介面卡與各種I/O擴展設備。1993年將生產研發基地遷往中國深圳，並開始專注OEM與ODM業務。1995年與3dfx成為合作夥伴。1998年旗下正式成立InnoVISION映眾多媒體有限公司，並推出Inno3D自有品牌，與當時的顯示卡晶片廠商合作推出了多款經典產品。現為nVIDIA的Add-In Card（AIC）廠商之一。公司在美国、德国、新加坡、韩国、中国北京和广州均設有办事处。

## 旗下品牌

InnoVISION的Inno3D品牌

- INNO3D－製造顯示卡，為NVIDIA合作伙伴，每年生產超过三百万片顯示卡。
- InnoAX－製造音效卡。
- InnoBD－製造主板及周边产品，目前已併入Inno3D品牌下。
- InnoDV－製造视频采集卡。
- EIO－製造擴展設備。
- 電競叛客－製造顯示卡，為NVIDIA合作伙伴。

## 外部連結
- 映眾Inno3D品牌國際網站 （页面存档备份，存于）
- 映眾Inno3D品牌簡體中文網站 （页面存档备份，存于）
- 映眾Inno3D Facebook （页面存档备份，存于）